# Ghat (district)
Pour les articles homonymes, voir Ghat.
Ghat (en arabe : غات) est une des 22 chabiyat de Libye. 
Sa capitale est Ghat.